# William Fogg Osgood
William Fogg Osgood (10 mars 1864, Boston - 22 juillet 1943, Belmont (Massachusetts)) est un mathématicien américain.

## Formation et carrière

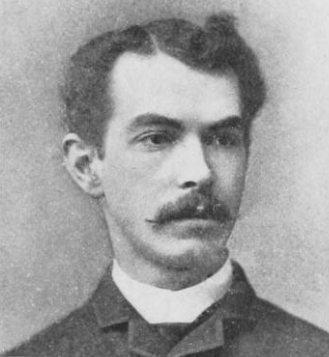
William Fogg Osgood vers 1886, à 22 ans.

En 1886, Osgood est diplômé de l'université Harvard. Il poursuit des études aux universités de Göttingen (1887-1889) et d'Erlangen (où il obtient un doctorat en 1890). Il retourne à Harvard où il est d'abord instructeur (1890-1893), pis professeur assistant (1893-1903), et finalement professeur de mathématiques. De 1918 à 1922, il est directeur du département de mathématiques à Harvard. Il devient professeur émérite en 1933. De 1934 à 1936, il est professeur invité de mathématiques à l'université de Pékin.
De 1899 à 1902, Osgood est rédacteur en chef des Annals of Mathematics et, en 1905-1906, il est président de l'American Mathematical Society, dont il édite les Transactions en 1909-1910. En 1904, Osgood il est élu à l' Académie nationale des sciences. Il est membre e  l'Académie américaine des arts et des sciences et de l'Académie Léopoldine.
Louise Osgood, une cousine d'Osgood, est la mère de Bernard Koopman.

## Contributions
Les travaux d'Osgood portaient sur l'analyse complexe, en particulier la transformation conforme et l'uniformisation des fonctions analytiques, et le calcul des variations. Il a été invité par Felix Klein à écrire un article sur l'analyse complexe dans l'Enzyklopädie der mathematischen Wissenschaften, article qu'il a ensuite développé en le livre Lehrbuch der Funktionentheorie.
Les courbes d'Osgood, qui sont les courbes de Jordan à aire positive, portent son nom ; il a publié un article prouvant leur existence en 1903.
En plus de ses recherches sur l'analyse, Osgood s'est intéressé à la physique mathématique et a écrit sur la théorie du gyroscope.

## Livres (sélection)
- Introduction to Infinite Series (Harvard University Press 1897; troisième édition, 1906)
- (avec William Caspar Graustein) Plane and solid analytic geometry (Macmillan, NY, 1921)
- Lehrbuch der Funktionentheorie (Teubner, Berlin, 1907; deuxième édition, 1912)
- First Course in Differential and Integral Calculus (1907; édition révisée, 1909)
- Elementary calculus (MacMillan, NY, 1921)
- Mechanics (MacMillan, NY, 1937)

## Articles liés
- Théorème de l'application conforme
- Lemme de Hartogs
- Lemme d'Osgood
- Théorème d'interversion des limites